# 6-та армія (Третій Рейх)

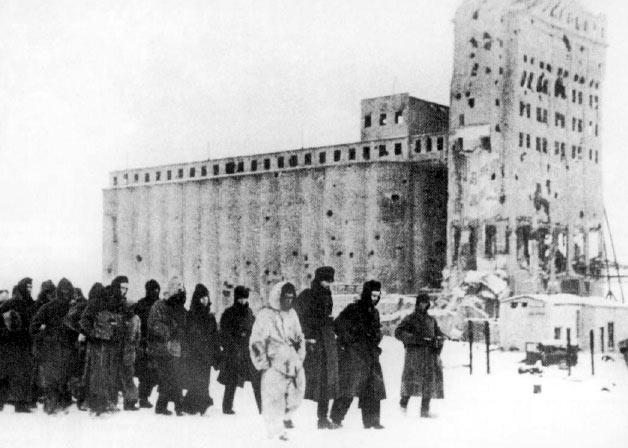
Військовополонені 6-ї армії в Сталінграді

6-та а́рмія (нім. 6. Armee) — польова армія Вермахту в роки Другої світової війни.

## Історія

### Перше формування
Сформована 10 жовтня 1939 на базі штабу 10-ї армії в результаті перейменування останньої.
2 лютого 1943 розгромлена в ході Сталінградської битви.
Підлеглість і театр воєнних дій:
- з жовтня 1939 — в підпорядкуванні групи армій «B» на Заході;
- з липня 1940 — групи армій «А» на Заході;
- з серпня 1940 — групи армій «Б» на Заході;
- з вересня 1940 — групи армій «С» на Заході:
- з листопада 1940 — групи армій «D» на Заході;
- з травня 1941 — групи армій «А» (з 21.6 1941 р. група армій «Південь») на Сході;
- з липня 1941 — групи армій «В» на Сході;
- з листопада 1942 — групи армій «Дон» на Сході.

### Друге формування
Штаб нової 6-ї армії був сформований 6 березня 1943 на базі армійської групи «Голлідт».
Підлеглість і театр воєнних дій:
- з березня 1943 — в підпорядкуванні групи армій «Південь» на Сході;
- з жовтня 1943 — групи армій «А» на Сході;
- з січня 1944 — групи армій «Південь» на Сході;
- з лютого 1944 — групи армій «А» на Сході;
- з квітня 1944 — групи армій «Південна Україна» на Сході;

## Командування

### Командувачі
- генерал-фельдмаршал Вальтер фон Райхенау (10 жовтня 1939 — 29 грудня 1941)
- генерал-фельдмаршал Фрідріх Паулюс (30 грудня 1941 — 3 лютого 1943)
- генерал-полковник Карл-Адольф Голлідт (5 березня 1943 — 22 листопада 1943 та 19 грудня 1943 — 7 квітня 1944)
- генерал артилерії Максиміліан де Ангеліс (22 листопада 1943 — 19 грудня 1943 та 8 квітня 1944 — 16 липня 1944)
- генерал артилерії Максиміліан Фреттер-Піко (17 липня 1944 — 23 грудня 1944)
- генерал танкових військ Герман Балк (23 грудня 1944 — 8 травня 1945)